# Estación de Ríos Rosas

Primer tramo del Metro de Madrid inaugurado en 1919

Situación de las paradas y recorridos de las líneas de la EMT en el entorno de la estación de Ríos Rosas.

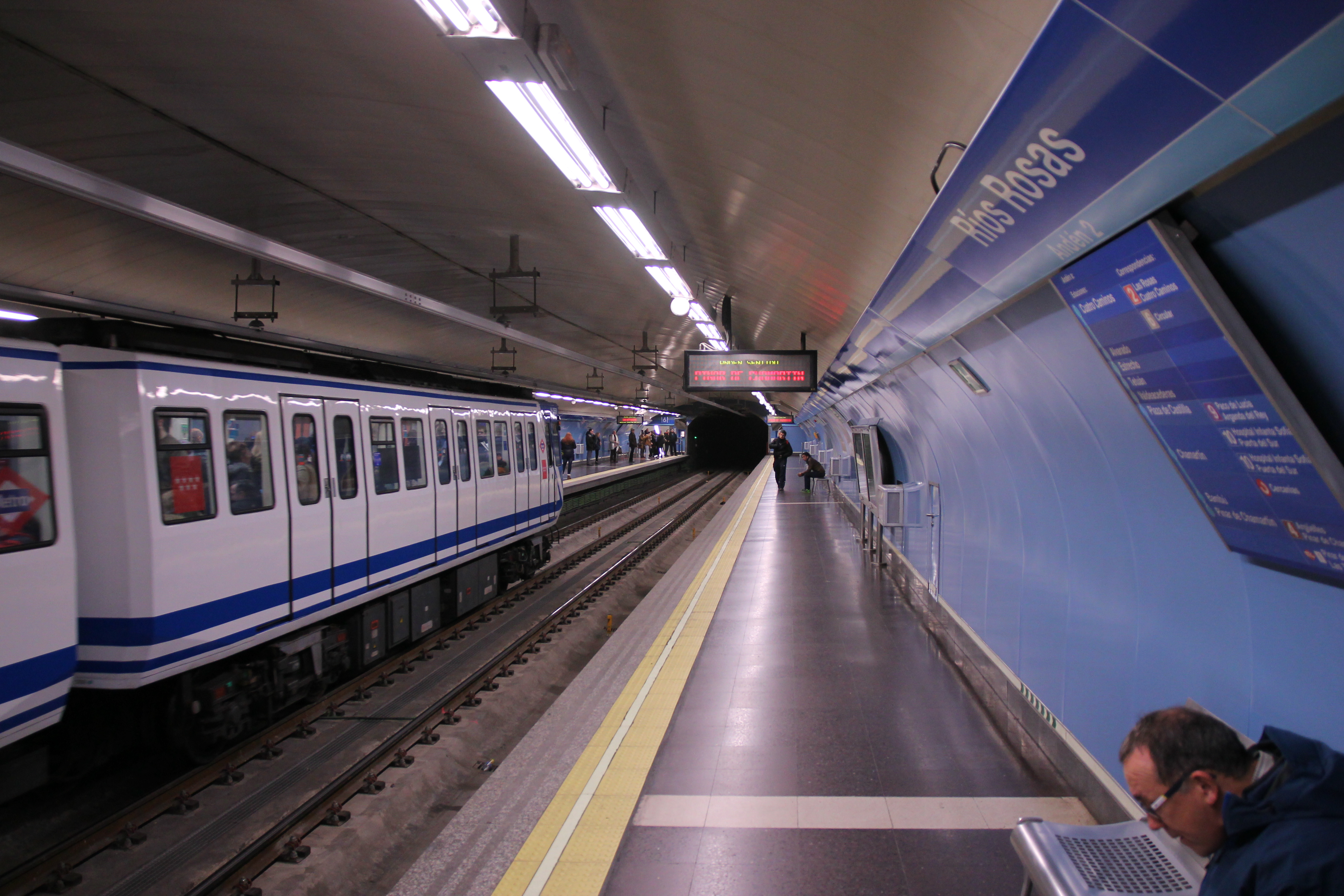
Andén de la estación

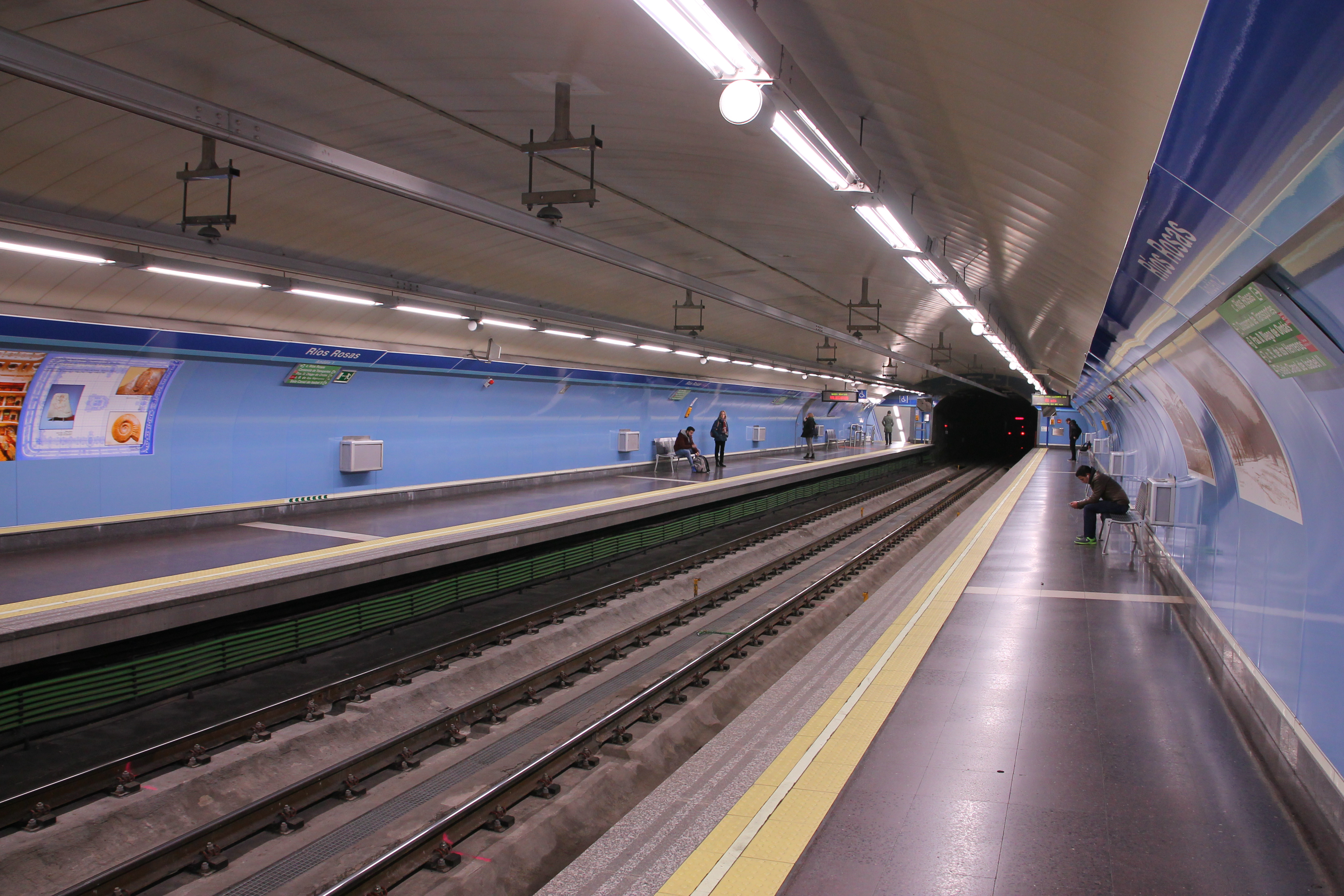
Andén de la estación

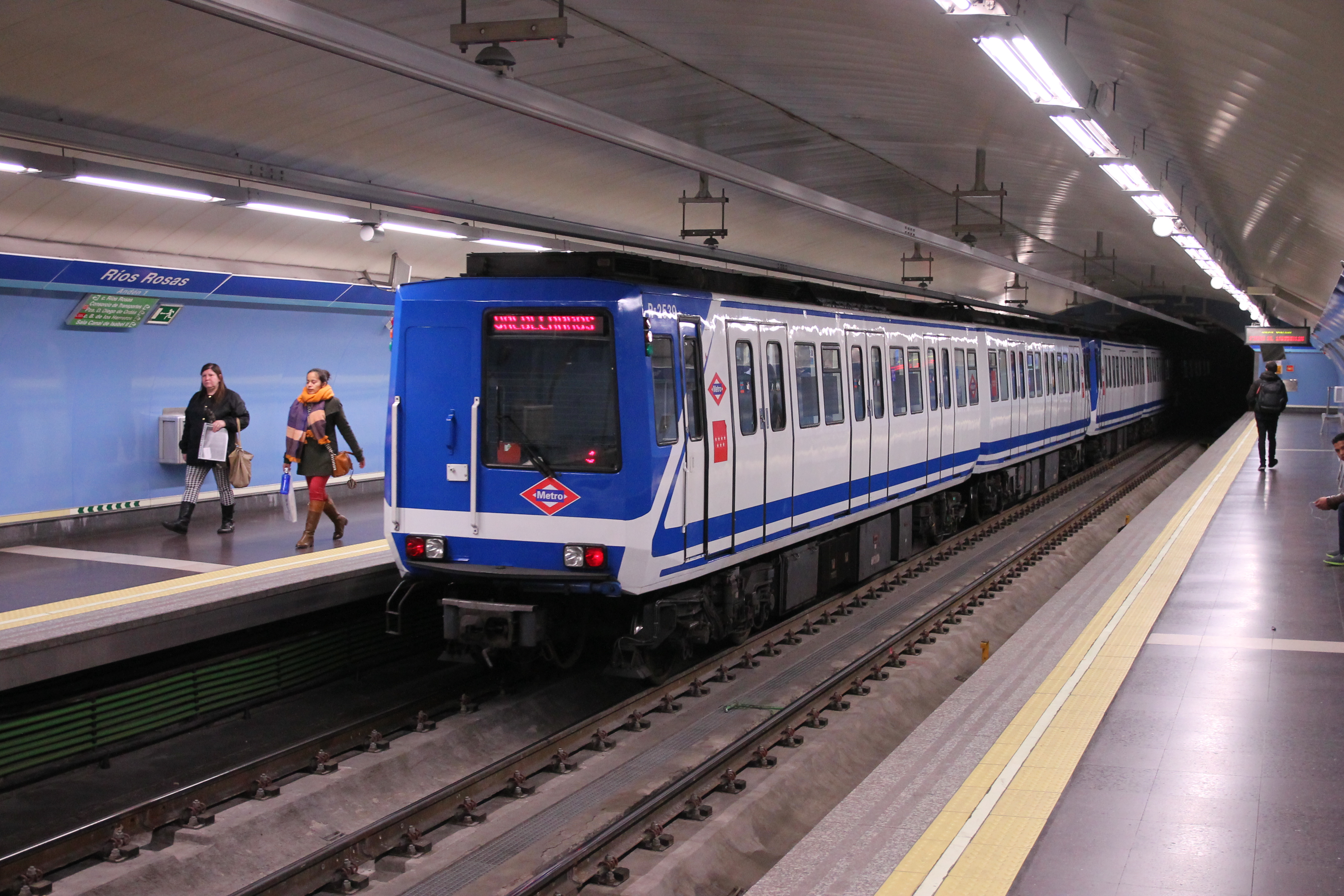
Andén de la estación

Ríos Rosas es una estación de la línea 1 del Metro de Madrid situada bajo la calle de Santa Engracia en la inmediación del cruce con la calle de Ríos Rosas, en el distrito de Chamberí. Su nombre hace mención al jurista y político español Antonio de los Ríos Rosas.

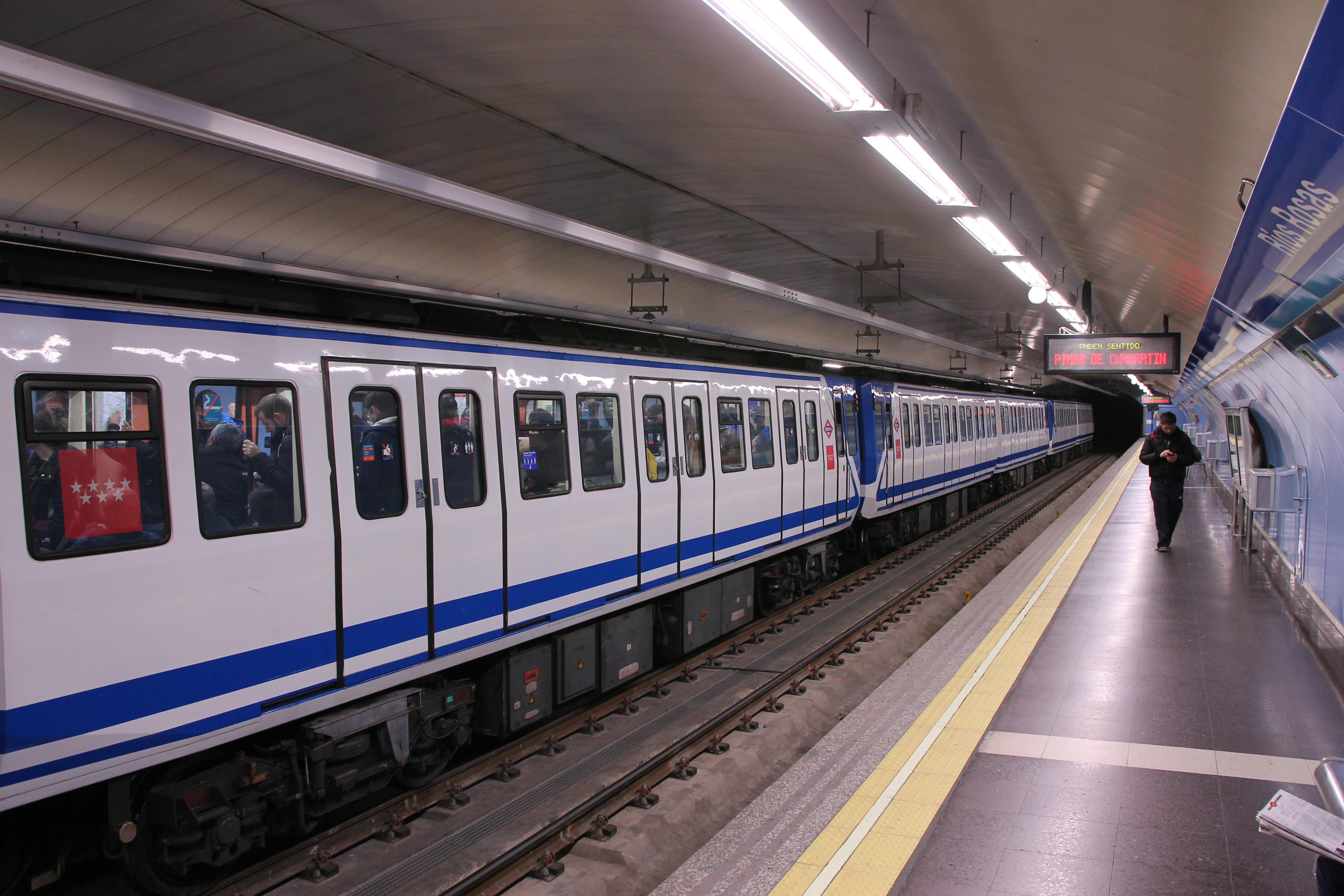
Andén de la estación

## Historia
La estación es una de las estaciones del primer tramo inaugurado el 17 de octubre de 1919 por el rey Alfonso XIII entre Sol y Cuatro Caminos, que forma parte de la línea 1. Sin embargo, su decoración actual se debe a una reforma llevada a cabo a lo largo de 2005 y 2006.
Desde el 3 de julio de 2016, la estación permaneció cerrada por obras de mejora de las instalaciones en la línea 1 entre las estaciones de Plaza de Castilla y Sierra de Guadalupe. La finalización de las obras estaba prevista para el 12 de noviembre de 2016, siendo la estación reabierta el 13 de noviembre, al finalizarse los trabajos y restablecerse el servicio en el último tramo de la línea 1 en abrirse, entre las estaciones de Cuatro Caminos y Atocha Renfe. En ese tramo, las actuaciones llevadas a cabo fueron: la impermeabilización y consolidación del túnel, el más antiguo del suburbano madrileño, que fue reforzado mediante inyecciones de cemento y proyecciones especiales de hormigón con mallas metálicas de apoyo, y la instalación de la catenaria rígida, así como el montaje del resto de instalaciones y servicios.
El 1 de abril de 2017 se eliminó el horario especial de todos los vestíbulos que cerraban a las 21:40 y la inexistencia de personal en dichos vestíbulos.

## Accesos
Vestíbulo Ríos Rosas
- Ríos Rosas, pares C/ Ríos Rosas, 22
- Ríos Rosas, impares C/ Ríos Rosas, 19

Vestíbulo Bretón de los Herreros
- Bretón de los Herreros C/ Santa Engracia, 127 (próxima a C/ Bretón de los Herreros)

## Líneas y conexiones

### Metro
| << cabecera        | < estación     | línea | estación > | cabecera >> |
| ------------------ | -------------- | ----- | ---------- | ----------- |
| Pinar de Chamartín | Cuatro Caminos |       | Iglesia    | Valdecarros |

### Autobuses
| Diurnos   |                   |                                                |
| Línea     | Destino           | Parada                                         |
| 12        | Cristo Rey        | 798 METRO RÍOS ROSAS                           |
| 45        | Reina Victoria    | 798 METRO RÍOS ROSAS                           |
| 3         | San Amaro         | 1398 METRO RÍOS ROSAS (C/ Santa Engracia, 128) |
| 37        | Cuatro Caminos    | 1398 METRO RÍOS ROSAS (C/ Santa Engracia, 128) |
| 149       | Plaza de Castilla | 1398 METRO RÍOS ROSAS (C/ Santa Engracia, 128) |
| Nocturnos |                   |                                                |
| Línea     | Destino           | Parada                                         |
| N23       | Montecarmelo      | 1398 METRO RÍOS ROSAS (C/ Santa Engracia, 128) |